# Mistrzostwa Świata w Tenisie Stołowym 1933
7. Mistrzostwa świata w tenisie stołowym odbyły się w dniach 31 stycznia – 5 lutego 1933 roku w Baden. Zawody zostały zdominowane przez reprezentantów Węgier, którzy zwyciężyli we wszystkich konkurencjach.

## Końcowa klasyfikacja medalowa
| Miejsce | Państwo        | Złoto | Srebro | Brąz | Razem |
| ------- | -------------- | ----- | ------ | ---- | ----- |
| 1       | Węgry          | 6     | 4      | 3    | 13    |
| 2       | Czechosłowacja | 0     | 2      | 1    | 3     |
| 3       | Austria        | 0     | 0      | 3    | 3     |
| 3       | Niemcy         | 0     | 0      | 3    | 3     |
| 5       | Anglia         | 0     | 0      | 2    | 2     |

## Medaliści
| Konkurencja:               | Złoto:                         | Srebro:                          | Brąz:                                                         |
| gra pojedyncza kobiet      | Anna Sipos                     | Mária Mednyánszky                | Magda Gal Astrid Krebsbach                                    |
| gra pojedyncza mężczyzn    | Viktor Barna                   | Stanislav Kolář                  | Sándor Glancz Adrian Haydon                                   |
| gra podwójna kobiet        | Mária Mednyánszky Anna Sipos   | Magda Gal Emiline Racz           | Jozka Veselska Marie Walterova Anita Felguth Annemarie Schulz |
| gra podwójna mężczyzn      | Viktor Barna Sándor Glancz     | Lajos Leopold David István Kelen | Paul Flussmann Erwin Kohn Manfred Feher Alfred Liebster       |
| gra mieszana               | István Kelen Mária Mednyánszky | Sándor Glancz Magda Gal          | Viktor Barna Anna Sipos Nikita Madjaroglou Annemarie Schulz   |
| konkurs drużynowy mężczyzn | Węgry                          | Czechosłowacja                   | Austria · Anglia                                              |